# Eirene kambara
Eirene kambara is een hydroïdpoliep uit de familie Eirenidae. De poliep komt uit het geslacht Eirene. Eirene kambara werd in 1899 voor het eerst wetenschappelijk beschreven door Agassiz & Mayer. 